# Narvik Ishockeyklubb
Narvik Arctic Eagles (Arctic Eagles, Narvik Hockey, Narvik Ishockeyklubb eller Narvik IK)  er en ishockeyklubb fra Narvik i Norge, som spiller sine hjemmekampe i Nordkraft Arena. Narvik Ishockeyklubb har siden sæsonen 2021 spillet i førstedivision for mænd. Narvik spillede i Fjordkraftligaen fra 2019 til 2021. Deres spilledragter er blå med hvid eller alternativt hvide med blå.
Narvik var det første hold fra Nord-Norge, der tog skridtet op i den øverste division i norsk hockey. Storhamar Dragons var modstander i den historiske debut i Nordkraft Arena i efteråret 2019. De klarede sig godt, men gik glip af det playoff-sted, de havde haft hele vejen i den sidste serierunde. Det skulle vise sig at være held i ulykke, da playoffs blev annulleret kun få dage senere, på grund Coronavirus.

## Spillerstall2020/21
| - Sverige Oscar Fröberg - Norge Max Sebastian Nygren |  | - Norge Jørgen Eide Engstrøm - Norge Lars Erik Francke-Enersen - Sverige Jonathan Léman - Norge Martin Hage - Norge Tan Hellerød - Norge Niclas Jessesen - SloveniaTine Klofutar - Finland Casper Santanen |  | - Sverige Benjamin Byrkjeland - Norge Tom Andre Christensen - Sverige Marcus Nordlund - Norge Marcus Karlsen Ekberg - Norge Erik Harr - Norge Markus Hermanstad - Norge Sebastian Johansen - Norge Tim-Robin Johnsgård - Canada Dante Salituro - Sverige Ludvig Steenberg - Sverige Jesper Ylivainio - Sverige Samuel Åström |  |  |